# Ivan Hoyer
Ivan Hoyer (22. prosince 1918 Strakonice – 8. prosince 2005 Rožmitál pod Třemšínem) byl lesní inženýr, regionální badatel, kronikář a rožmitálský patriot.

## Životopis

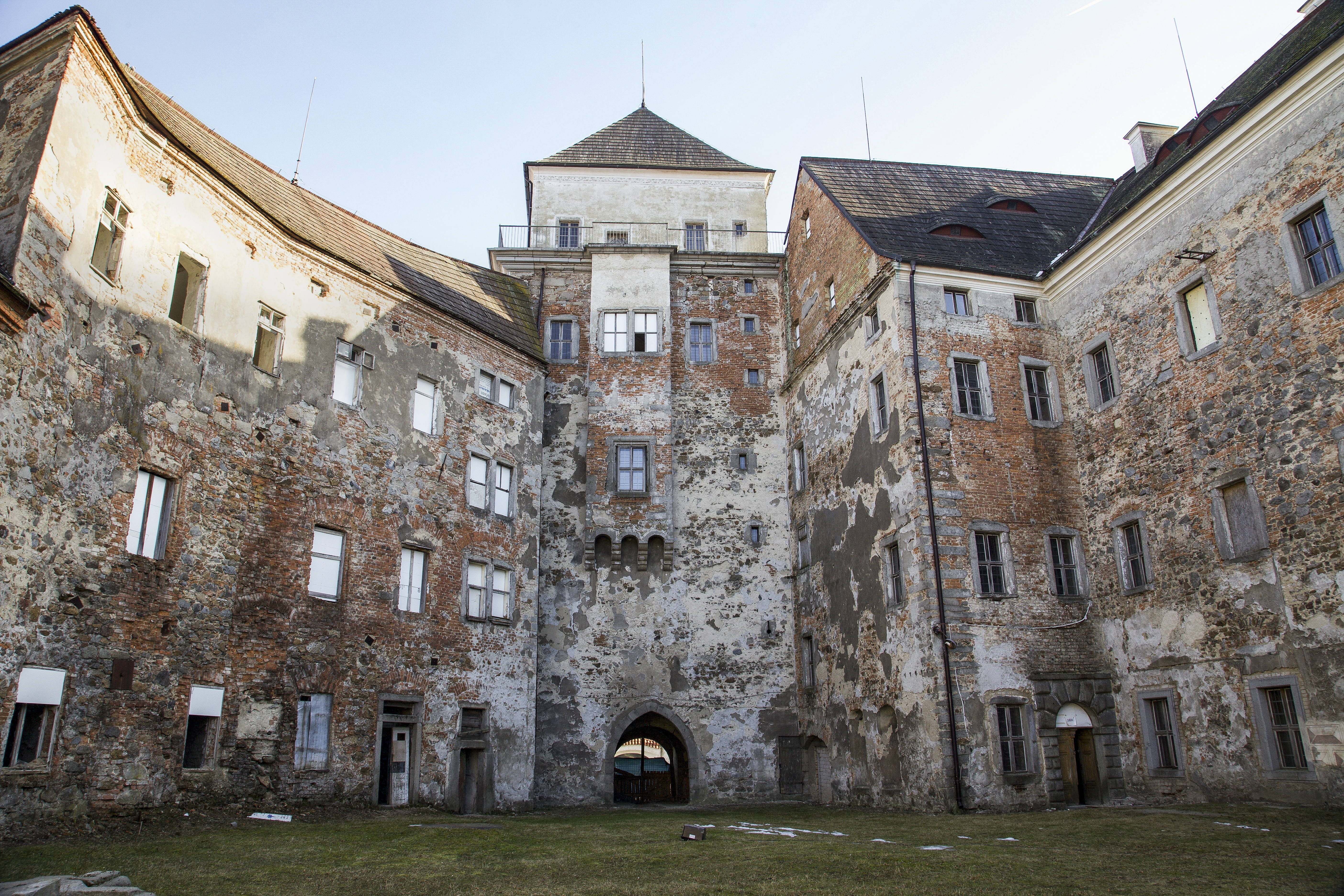
Do poloviny 70. let Hoyerovi bydleli ve 2. patře Malého paláce (vlevo) na zámku Rožmitál. Ivan Hoyer v 70. letech vytvořil fotodokumentaci inventáře zámku

Narodil se v roce 1918 ve Strakonicích. Vystudoval reálné gymnázium. V roce 1938 se zapsal na Vysokou školu zemědělského a lesního inženýrství ČVUT v Praze. Poté co byly v listopadu 1939 vysoké školy uzavřeny nacisty, nastoupil na místo adjunkta na arcibiskupském velkostatku Rožmitál. Studia dokončil po skončení války. Krátce pracoval jako lesník v Břežanech u Prahy, poté v roce 1948 nastoupil na místo vedoucího polesí Teslíny-Varta. Od roku 1950 pracoval na ředitelství Státních lesů v Rožmitále pod Třemšínem, kde s rodinou bydlel spolu s dalšími lesními zaměstnanci na zámku Rožmitál. O rok později se stal obětí akce „20 000 lidí do výroby“ a musel odejít z brdských lesů a nastoupit na místo důlního měřiče v uranových dolech v Horažďovicích. V roce 1959 přešel ke Geodetickému průzkumu UD v Příbrami.
Ivan Hoyer se ve svém volném čase věnoval bádání v archivech a ochraně přírody. Byl oblastním konzervátorem ochrany přírody v rožmitálském regionu, zvlášť se věnoval ochraně starých stromů. Byl znalý latiny a němčiny, včetně schopnosti číst ve starých rukopisech psaných v kurentu. Veřejnosti přiblížil osobnost lesmistra a vynálezce Karla Daniela Gangloffa, který také působil v Rožmitále.  Byl rožmitálským kronikářem (zápisy z let 1960–1969). Věnoval se také fotografování a zajímala ho genealogie a heraldika. Popsal sbírku heraldických znaků, které vytvořil řezbář Václav Kotrbatý (1892–1967). Spolu s dalšími nadšenci se věnoval záchraně hradu Helfenburk. Zvláště se zajímal o osobnost a dílo Jakuba Jana Ryby. Každoročně proslovem zahajoval Českou mši vánoční. Zpíval tenorové sólo, později zpíval i ve sboru. Od roku 1963 pracoval v muzejní komisi a zapojil se do budování nového městského muzea v budově bývalé školy na náměstí (nyní ZUŠ J. J. Ryby). Zúčastnil se i nové instalace muzea v roce 1990. V témže roce byl u vzniku Společnosti Jakuba Jana Ryby, která vznikla na popud Jindřicha Háska. Stal se jejím tajemníkem a po Háskově rezignaci na post předsedy v roce 1994, ho ve funkci zastoupil. Připravoval také vydávání každoročního bulletinu. Ve funkci setrval do roku 2001, poté funkci převzala jeho vnučka Ivana Hoyerová.
Zemřel 8. prosince 2005 v Rožmitále pod Třemšínem.